# Smrtonosno orožje
Smrtonosno orožje (angleško Lethal Weapon) je ameriška medijska franšiza. Začela se je s serijo štirih filmov, ki so bili objavljeni v letih 1987, 1989, 1992 in 1998. Med letoma 2016 in 2019 je bila objavljena istoimenska televizijska serija, ki je temeljila na filmih.
Filmi so akcijsko-komičnega žanra, glavna lika pa sta Martin Riggs in Roger Murtaugh, detektiva pri policiji iz Los Angelesa. Franšizo je ustvaril Shane Black, režiser filmov je bil Richard Donner, glavna lika pa sta upodobila Mel Gibson in Danny Glover. V televizijski seriji sta glavna lika upodobila mlajša igralca Clayne Crawford in Damon Wayans. Petega in zadnjega nadaljevanja filmov doslej niso posneli, čeprav se je o njem ugibalo že od leta 2007.

## Filmi
| Film                | Premiera (ZDA)  | Režija         | Scenarij                          | Zgodba                                        | Produkcija                    |
| ------------------- | --------------- | -------------- | --------------------------------- | --------------------------------------------- | ----------------------------- |
| Smrtonosno orožje   | 6. marca 1987   | Richard Donner | Shane Black                       | Shane Black                                   | Richard Donner in Joel Silver |
| Smrtonosno orožje 2 | 7. julija 1989  | Richard Donner | Jeffrey Boam                      | Shane Black in Warren Murphy                  | Richard Donner in Joel Silver |
| Smrtonosno orožje 3 | 15. maja 1992   | Richard Donner | Jeffrey Boam in Robert Mark Kamen | Jeffrey Boam                                  | Richard Donner in Joel Silver |
| Smrtonosno orožje 4 | 10. julija 1998 | Richard Donner | Channing Gibson                   | Jonathan Lemkin, Alfred Gough in Miles Millar | Richard Donner in Joel Silver |

### Smrtonosno orožje (1987)
Roger Murtaugh (Danny Glover) je detektiv pri oddelku za umore, ki je zaskrbljen zaradi starosti in upokojitve. Za novega partnerja dobi mlajšega in samouničevalnega Martina Riggsa (Mel Gibson), detektiva pri oddelku za mamila. Murtaugh in Riggs preiskujeta primer domnevnega samomora Amande Hunsaker. Ta je bila hčer bogatega poslovneža, ki je skupaj z Murtaughom bojeval v Vietnamu. Detektiva odkrijeta, da je Hunsaker tihotapila heroin za upokojenega generala in njegovega pomočnika.

### Smrtonosno orožje 2 (1989)
Med preganjanjem osumljencev z avtomobili Murtaugh in Riggs najdeta prtljažnik, poln pretihotapljenih južnoafriških kovancev krugerrandov. Ko ju večkrat poskušajo umoriti, dobita manj nevarno nalogo kot osebna stražarja žvižgača Lea Getza (Joe Pesci). Postopoma ustvarita prijateljsko vez z zgovornim in včasih nadležnim Getzom, vendar nazadnje izvedeta, da se je Getz udeležil pri ilegalnih poslih v zvezi z Južno Afriko, ki sta jih sama odkrila. Vsi trije nazadnje postanejo tarče južnoafriških diplomatov v Los Angelesu, ki jih ščiti diplomatska imuniteta.

### Smrtonosno orožje 3 (1992)
Murtaugh je v zadnjem tednu pred upokojitvijo, medtem ko Riggs preiskuje rop s pomočjo duplikata oklepnega vozila. Nazadnje se najdeta sredi notranje preiskave, ki jo vodi inšpektorka Lorna Cole (Rene Russo). Leo jima pomaga izvedeti, da je tarča notranje preiskave policist, ki krade zaseženo orožje in ga prodaja na črnem trgu. Med preiskavo Murtaugh ustreli najstnika, ki napade njega in Riggsa, nazadnje pa izvede, da je šlo za prijatelja njegovega sina. Zaradi tega si močno prizadeva za to, da ugotovi, kdo je policist, ki nezakonito prodaja orožje, hkrati pa ponovno premišlja o svoji upokojitvi.

### Smrtonosno orožje 4 (1998)
Lorna pričakuje otroka, katerega oče je Riggs, noseča pa je tudi Murtaughova hčer Rianne. Detektiva preiskujeta kitajsko tolpo, ki na tovornih ladjah tihotapi priseljence skozi pristanišče v Los Angelesu. Pomagata jima Leo in detektivski novinec Lee Butters (Chris Rock), ki je po svoji naravi podoben Leu. Kitajsko tolpo v Los Angelesu vodi neusmiljeni Wah Sing Ku (Jet Li), ki zažge Murtaughovo hišo in s tem poskuša umoriti njegovo celotno družino. Murtaugh nazadnje izvede, da je Lee Butters oče otroka njegove hčere, skupaj z Riggsom pa se spopadata z vodjo kitajske tolpe. Na koncu se Lorna in Riggs poročita, ko se jima rodi otrok.